# 阿科克羅區
13°13′08″S 74°02′39″W / 13.2188°S 74.0443°W
阿科克羅區（西班牙語：Distrito de Acocro），是秘魯的一個區，位於該國中南部阿亞庫喬大區的瓦曼加省，始建於1964年11月23日，面積406.8平方公里，海拔高度3,247米，2005年人口9,287，人口密度每平方公里23人。